# رئيس الشرطة الوطنية الإندونيسية
رئيس الشرطة الوطنية الإندونيسية والمعروف باسم قائد الشرطة الوطنية هو المسؤول الذي يرأس الشرطة الوطنية الإندونيسية.
منذ تشكيله لأول مرة، شهد هذا الموقف العديد من التغييرات في التسلسل الهرمي وأسماء المواضع القيادية. في عصر النظام القديم، مر هذا المنصب بتغييرات عديدة في الاسم، وفي عهد النظام الجديد كان منصب رئيس الشرطة في التسلسل الهرمي تحت قيادة قائد القوات المسلحة الوطنية الإندونيسية.

## التاريخ
في 19 أغسطس 1945 شكلت اللجنة التحضيرية للاستقلال الإندونيسي وكالة الشرطة الوطنية. في 29 سبتمبر 1945 عيّن الرئيس سوكارنو رادين سعيد سوكانتو تجوكردياتودجو ليصبح رئيس الشرطة الوطنية.
في البداية كانت الشرطة داخل وزارة الشؤون الداخلية تحت اسم شرطة جواتان الوطنية التي كانت مسؤولة فقط عن المسائل الإدارية، في حين كانت القضايا التشغيلية مسؤولة أمام النائب العام. بدءًا من 1 يوليو 1946 بتقرير الحكومة في عام 1946 رقم 11 S.D. شرطة جواتان الوطنية المسؤولة مباشرة أمام رئيس الوزراء.
في الولايات المتحدة الإندونيسية، كان مكتب شرطة الدولة في الولايات المتحدة الإندونيسية تحت رئاسة الوزراء من خلال وساطة النائب العام في المجالين السياسي والتشغيلي. في الوقت نفسه من حيث الصيانة والترتيبات الإدارية فوزير الداخلية هو المسؤول. أعاد رئيس الولايات المتحدة الإندونيسية سوكارنو في 21 كانون يناير 1950 تعيين سويكانتو تجوكرودياتودوجو كرئيس لمكتب شرطة الولايات المتحدة الإندونيسية. بعد تفكك الولايات المتحدة، تم إعادة تعيين سويكانتو كرئيس لمكتب الشرطة الإندونيسية.
في عام 1961 أصبحت شرطة الولاية جزءًا من القوات المسلحة. في عام 1962 تم تغيير منصب رئيس قسم الشرطة إلى وزير بمسمى رئيس شرطة الولاية، وتم تغييره مرة أخرى إلى وزير/رئيس أركان قوة الشرطة الوطنية. خلال حكومة ديويكورا تم تغيير منصب قائد الشرطة الوطنية ليصبح وزيرًا/قائدًا لقوات الشرطة.
بعد إعادة تنظيم قيادة قائد القوات المسلحة الوطنية الإندونيسية في عام 1970 ، أصبح مرة أخرى رئيس الشرطة الوطنية الإندونيسية، التي كانت تحت قيادة قائد القوات المسلحة لجمهورية إندونيسيا (قائد قيادة قائد القوات المسلحة الوطنية الإندونيسية).
منذ 1 أبريل 1999 انفصلت الشرطة الوطنية الإندونيسية عن القوات المسلحة الإندونيسية وأصبحت سلطة وهيئة مستقلة بذاتها. يتم انتخاب رئيس الشرطة الوطنية من قبل الرئيس بناءً على موافقة مجلس النواب وهو مسؤول مباشرة أمام رئيس إندونيسيا.